# Saint-Jean-Lagineste
Saint-Jean-Lagineste är en kommun i departementet Lot i regionen Occitanien i södra Frankrike. Kommunen ligger i kantonen Saint-Céré som tillhör arrondissementet Figeac. År 2022 hade Saint-Jean-Lagineste 389 invånare.

## Befolkningsutveckling
Antalet invånare i kommunen Saint-Jean-Lagineste
| Referens: INSEE |